# Kenézy Csatár
Simándi Kenézy Csatár (Gyula, 1848. november 7. – Torda, 1912. március 1.) magyar újságíró, lapszerkesztő, költő, pénzügyigazgató, színész.

## Életpályája
Szülei: Kenézy Lajos (1817–1849) evangélikus református lelkész és Petz Jozefa/Zsófia voltak. Iskoláit Nagykőrösön és Debrecenben végezte, a jogi és államtudományi tanfolyamot pedig a budapesti egyetemen 1869-ig hallgatta. A színi pályára hajlammal bírván, szinésszé lett és felvette a Simándi nevet. Mint bonviván és szerelmes és fél évet töltött  Aradi Gerő, Hubay Gusztáv, Szegedi Mihály, Csóka Sándor, Balogh György és Miklósy Gyula társulatában. 1875-ben megnősült és 1876 elején a hivatalnoki pályára lépett, pénzügyi fogalmazó lett Szekszárdon, majd Nyitrán pénzügy-igazgatósági titkárként dolgozott. 1878-tól több budapesti lap állandó munkatársa volt.
Számos szépirodalmi írása jelent meg. Szerkesztette a Komáromi Lapokat 1888–89-ben. Álneve és jegye: Victorien. (K-y)

## Magánélete
1875-ben házasságot kötött Müller Jozefával (1859–1908). Három fiuk született: Zoltán (1878-?), Endre (1880-?) és Iván László (1883-?). 1909-ben házasságot kötött Schmidt Herminával.

## Művei
- A Debreczeni dalünnep. Szekszárd, 1882. (Tréfás versfüzet.)
- Tolnavármegyei naptár. Székesfejérvár, 1883–85.
- Regények dióhéjban. Bpest, 1884. (Rajz- és beszélygyűjtemény.)
- Költemények. Székesfehérvár, 1885.
- Kalászok Halasy Béla rajzaival. Nyitra, 1897. (Költemények.)
- 1899 A színészet Nyitravármegyében. In: Magyarország vármegyéi és városai: Magyarország monografiája – A magyar korona országai történetének, földrajzi, képzőművészeti, néprajzi, hadügyi és természeti viszonyainak, közművelődési és közgazdasági állapotának encziklopédiája. Szerk. Borovszky Samu – Sziklay János. Budapest: Országos Monográfia Társaság. 1896–1914.   → elektronikus elérhetőség Nyitra vármegye